# Flauto in selva
Il flauto in selva è un particolare registro dell'organo.

## Struttura
Registri chiamati Waldflöte, Waldpfeife o Woudfluit apparvero all'inizio del XVII secolo. Si tratta di un registro ad anima della famiglia dei flauti, in genere nella misura di 2'. Le canne possono essere di legno aperte, in metallo cilindriche o coniche, oppure tappate. Il suono prodotto è molto simile a quello del flauto cavo.
È anche conosciuto come Flûte des Bois in Francia.